# ベルゲルミル
北欧神話において、ベルゲルミル（Bergelmir 古ノルド語）は霜の巨人であり、『古エッダ』からの詩『ヴァフスルーズニルの言葉』第29聯によれば、スルーズゲルミルの息子で、アウルゲルミルまたはユミルの孫であり、最初の巨人である。
「大地が作られる前に無数の冬があった、
その頃ベルゲルミルが生まれた、
スルーズゲルミルが彼の父であった、
そしてアウルゲルミルが彼の祖父だった。」

スノッリ・ストゥルルソンによる『スノッリのエッダ』の『ギュルヴィたぶらかし』セクションによると、ベルゲルミルと彼の妻は、オーディンとその兄弟ヴィリとヴェーによってユミルが殺され、ユミルの傷から流れた血の大洪水によって巨人が滅びた時の、巨人の中でただ一組の生存者であった。彼らは箱舟の上に乗ることによって血の洪水を逃れ、その後、霜の巨人の新たな血統の祖先となった。ジョン・リンドウと Carolyne Larrington は共に、洪水に関するスノッリの神話的な記述は、彼がユダヤ教とキリスト教にある伝説から借りてきたという、学術的な見解に賛成している。